# Діліпі
Діліпі (груз. დილიფი) — село в Грузії.
За даними перепису населення 2014 року в селі проживає 553 особи.